# Lutz Wingert
Lutz Wingert (* 1958 in Stuttgart) ist ein emeritierter Professor für Praktische Philosophie an der ETH Zürich, der in Bielefeld und Paris Philosophie, Soziologie und Geschichte studierte.
Von 1986 bis 1990 war er Mitarbeiter von Jürgen Habermas in Frankfurt am Main.

## Wirken
Lutz Wingert beschäftigt sich mit Ethik und Politischer Philosophie. Daneben gilt sein Interesse Problemen der Erkenntnistheorie und der Philosophie des Geistes. Wingert, ein Schüler von Jürgen Habermas, gilt als Vertreter der „dritten Generation“ der Frankfurter Schule. Grundlage seiner moralphilosophischen Position ist die Diskursethik.

## Schriften
- Gemeinsinn und Moral: Grundzüge einer intersubjektivistischen Moralkonzeption. Suhrkamp, Frankfurt a. M. 1993.